# Kon-Yambetta
Kon-Yambetta es una comuna camerunesa perteneciente al departamento de Mbam-et-Inoubou de la región del Centro.
En 2005 tiene 8692 habitantes.
Se ubica sobre la carretera N4. Su territorio está delimitado al este por el río Mbam.

## Localidades
Comprende las siguientes localidades:
| - Babetta - Bamoko - Bayomen - Bebetta - Begui | - Bonek - Dii - Diodare - Edop - Gah-Bape | - Kalong - Ken - Kiboum - Kon - Kon-Kidoun | - Lakpwang - Lalle - Ndeng - Ninguessen |